# H̭
Cette page contient des caractères spéciaux ou non latins. S’ils s’affichent mal (▯, ?, etc.), consultez la page d’aide Unicode.
H̭ (minuscule : h̭), appelée H accent circonflexe souscrit, est un graphème utilisé dans la transcription de l’égyptien démotique de Wolja Erichsen. Il s’agit de la lettre H diacritée d’un accent circonflexe souscrit.

## Représentations informatiques
Le H accent circonflexe souscrit peut être représenté avec les caractères Unicode suivants :
- décomposé (latin de base, diacritiques) :

| formes    | représentations | chaînes de caractères | points de code | descriptions                                                      |
| --------- | --------------- | --------------------- | -------------- | ----------------------------------------------------------------- |
| majuscule | H̭               | H◌̭                    | U+0048 U+032D  | lettre majuscule latine h diacritique accent circonflexe souscrit |
| minuscule | h̭               | h◌̭                    | U+0068 U+032D  | lettre minuscule latine h diacritique accent circonflexe souscrit |